# André Baur
Pour les articles homonymes, voir Baur.
André Baur, né le 18 mars 1904 à Paris et mort en avril 1944 à Auschwitz,  est vice-président de l'Union générale des israélites de France.

## Biographie
André Baur a collaboré avec le régime du maréchal Pétain dans le but de créer une instance d'organisation des Juifs sous l'occupation. Il est directement nommé à l'instigation de Xavier Vallat, comme celui-ci l'a déclaré dans son procès en 1947, avec ces paroles : « C'était un Juif ancien combattant, profondément religieux, qui avait accepté ces fonctions, dans un esprit de sacrifice complet ».
André Baur est déporté avec son épouse et ses quatre enfants par le convoi no 63 en date du 17 décembre 1943, du Camp de Drancy vers Auschwitz 501 hommes et 345 femmes, 99 enfants de moins de dix-huit ans. Il y est assassiné par les nazis.

## Vie privée
Il épouse Odette Kahn (née le 29 octobre 1910 dans le 16ème arrondissement de Paris) avec qui il a quatre enfants, Pierre Baur (né le 16 mars 1933 dans le 16ème arrondissement de Paris), Myriam Baur (née le 29 juin 1934 dans le 16ème arrondissement de Paris), Antoine Baur (née le 14 septembre 1937 dans le 16ème arrondissement de Paris), et Francine Baur (née le 22 juin 1940 à La Baule), qui seront déportés sans retour. Leur dernière adresse est au 8 Rue Alfred-Dehodencq dans le  16ème arrondissement de Paris. Il est l'oncle de Charles Baur. Il est le neveu du grand-rabbin de Paris Julien Weill.